# Garion
Garion è il protagonista di una saga fantasy scritta da David Eddings.

## Personaggio
Noto anche come Belgarion.
Garion trascorre la sua infanzia ignaro della sua identità nella fattoria di Faldor. Lo alleva con amore la sua zia Pol e di tanto in tanto fa la sua comparsa il simpatico Messer Wolf. Garion non è però un bambino come tutti gli altri: uno strano marchio d'argento orna il palmo della sua mano destra e fin da sempre sente una voce nella sua testa.
Con il passare degli anni, Garion scopre di essere il legittimo re di Riva, nonché Supremo Signore dell'Occidente, ma soprattutto il Portatore del Globo di Aldur. I membri della sua famiglia, che discende in linea diretta da Belgarath, sono gli unici esseri al mondo che possono toccare un artefatto potentissimo, il Globo del Dio Aldur appunto, senza esserne distrutti. Il mago Belgarath ha sempre tenuto d'occhio il suo discendente sotto le mentite spoglie di Messer Wolf, aiutato nel compito di proteggerlo da sua figlia Polgara, la zia Pol che ha allevato Garion. 
Molti saranno gli amici che accompagneranno Garion attraverso i dieci libri che narrano le sue avventure. Nei primi cinque, un giovane Garion dovrà accettare se stesso ed il suo ruolo di Re, nonché di Figlio della Luce. Dovrà addestrarsi per affrontare nientepopodimeno che un dio, Torak, il Figlio delle Tenebre. Nei successivi cinque, troviamo un Garion adulto, che si trova a dover rincorrere per cinque libri i rapitori del suo figlio primogenito Geran.

## Abilità
Garion è un potente mago, i cui poteri sono amplificati dall'Occhio di Aldur (noto anche Globo o Orb). Inoltre è un abilissimo guerriero. Garion è stato addestrato nell'uso della magia da Belgarath e Polgara e nel combattimento da alcuni dei migliori guerrieri dell'Occidente-

## Carattere
Nel corso della narrazione, Garion cambia molto. Inizialmente è un po' cupo, man mano si addolcisce e diviene sempre più ironico, conquistato dall'allegria dei suoi amici più cari.